# カリニャン

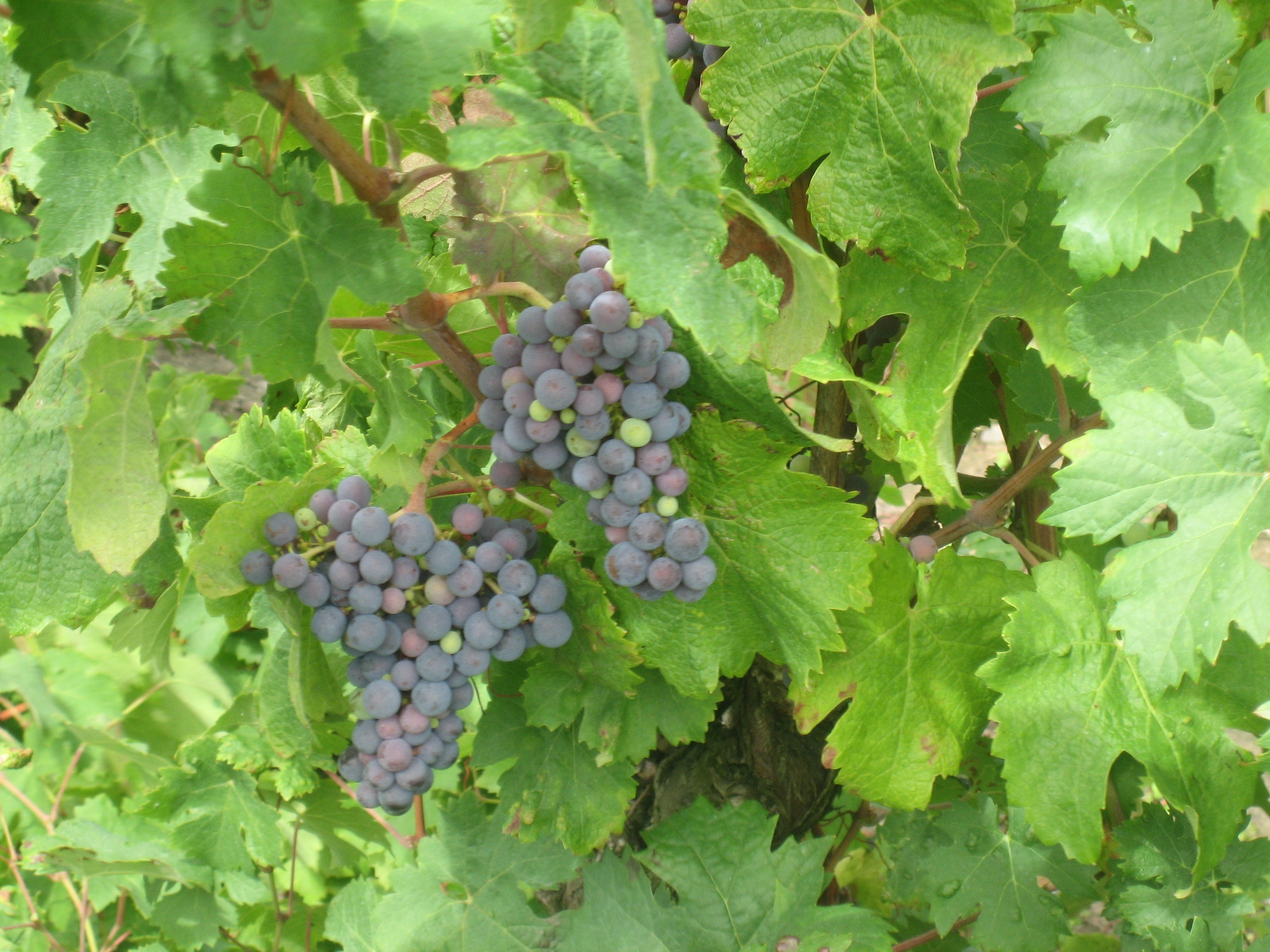
カリニャン

カリニャン（Carignan）は、赤ワイン用のぶどうの品種である（黒ぶどう）。

## 特徴
スペイン北東部のアラゴン州サラゴサ県カリニェナを原産地とする。12世紀頃にフランスやイタリアなどに持ち込まれ、現在は南北アメリカ、アフリカ大陸の地中海沿岸と南アフリカ、オーストラリアなど、世界の広い地域で栽培されている。
カリニャンはフランスでの呼称であり、別称としてイタリアではカリニャーノ、スペインではカリニェナ、マスエロ（スペイン・ラ・リオハ州）、ボバレ・グランデ、カリニェナ、サムソー/サムソ（スペイン・カタルーニャ州）が存在する。
スペインやフランスの通称「南仏」と呼ばれる、ラングドック＝ルシヨン、プロヴァンス、ローヌ地方南部等で多く栽培されている。ぶどうのなかでは最も収穫期が遅いいわゆる「晩生（おくて）種」のため、冬の到来が遅い暖かい地方に適しているが、気候の合うところでは、収穫量も多く、栽培しやすい。
ワインはなめし革の香り、スパイシーな香り、鉄やインクの香りといわれるフレーバーを持っているが、香りはそれほど強くはない。酸味や渋みが強い、いわゆる刺激性の強い風味のワインになるため、AOCで認められているところでも、使用量を制限しているところが多い。シラー種など、酸味の少ない品種にブレンドされることが多い。要素が多いワインであるにもかかわらず、比較的若い段階から飲むことができると言われている。
ラングドック＝ルシヨン地方では、グルナッシュに次いで多く栽培されている。この品種名を表示したワインは、フランスでもその他の国でもほとんどないが、ヴァン・ド・ペイ・ドックのなかに、この品種の古木から収穫されたぶどうによる、比較的優れたワインがある。